# Rubén Rodríguez Gutiérrez
Ruben Rodríguez Gutiérrez (Villanueva de la Peña, Mazcuerras, Cantabria, España, 19 de octubre de 1977) es un jugador de bolos cántabro. Es hijo de Tete Rodríguez y hermano de Emilio Antonio Rodríguez Gutiérrez, ambos también jugadores de bolos.

## Biografía
Ha sido uno de los cinco jugadores que ha sido campeón de España antes de los veinte años y ha jugado en las peñas de Calixto García de Roiz, Nueva Ciudad de Torrelavega, Casa San Pedro de Torres, Hermanos Borbolla de Noja, Puertas Róper de Maliaño y la Peña Bolística Peñacastillo.

### Palmarés individual[1]
- 2 veces Campeón de España individual de primera categoría: 1996 y 1999.
- 1 vez Campeón Regional individual de primera categoría: 2001.
- 1 vez Campeón Regional sub-23: 1997.
- 1 vez Campeón de España de 2ª: 1994.
- 1 vez Campeón Regional de 2ª: 1994.
- 1 vez Subcampeón de España de 3ª: 1993.
- 104 concursos ganados

### Palmarés por equipos[1]
- 13 ligas
- 21 copas (7 copas Cantabria, 8 copas F.E.B. 4 copas APEBOL y 2 Supercopas
- 6 campeonatos nacionales por parejas de primera categoría
- 2 circuitos de Peñas por parejas de primera categoría